# 吳灴
吳灴（1719年—19世紀），字仕柏，江蘇揚州府儀徵縣人，古琴演奏家，為乾隆、嘉慶年間廣陵琴派代表人物之一。著有《自遠堂琴譜》，廣收諸家琴曲，為古琴譜中曲目較多的著作。

## 音樂理論
吳灴的古琴音樂理論散見於《自遠堂琴譜》的序、跋中：
- 以「三弦为宫」疏理古琴「均调」问题。
- 提出“曲传音节，传其神妙”，指出操琴必须重视表现形式与内容相统一的原则，为后世广陵琴派奠定了“音随意走，意与妙合”的艺术风格。
- 精研“调气练指”之法， 兼收南柔北刚之长，促进了广陵琴派演奏指法向“跌宕多变，刚柔相济”的方向发展。
- 强调“吟揉立体为用”，使广陵琴派的琴曲内容更富有感情色彩。

## 弟子
吳灴傳顏夫人（名不詳）、先機和尚。先機和尚傳汪明辰。汪明辰傳秦維瀚。